# Romeo und Julia (Hochhäuser)
Die Wohnhochhausgruppe Romeo und Julia wurde im Zuge der Aufsiedelung des Stadtteils Rot in Stuttgart zwischen 1955 und 1959 nach den Plänen der Architekten Hans Scharoun und Wilhelm Frank errichtet. Das Gebäude Romeo zählt mit zu den ersten in Stuttgart errichteten Hochhäusern nach 1945. Beide Gebäude stehen heute als Beispiel der Architektur der 1950er-Jahre und der Organischen Architektur unter Denkmalschutz.

## Lage
Die beiden Gebäude mit der Adresse Schozacher Straße 40 (Romeo) und Schwabbacher Straße 15 (Julia) befinden sich am höchstgelegenen Punkt des Stadtteils Rot. Vom Stadtteil Zuffenhausen-Mitte aus gesehen bilden sie mit dem weiteren Hochhaus Haldenrainstraße 75 den Eingangsbereich zum Stadtteil Rot. Direkt vor den Gebäuden befindet sich die Stadtbahnhaltestelle Schozacher Straße.

## Geschichte
Als erste Neubausiedlung nach den Kriegszerstörungen entstand in Stuttgart ab 1949 der Stadtteil Rot. Als Übergang zum historisch gewachsenen Stadtteil Zuffenhausen sollten nach Planungen der Zentrale für den Aufbau der Stadt Stuttgart (ZAS) zwei Wohnhochhäuser errichtet werden. Ende 1953 wurde der Architekt Hans Scharoun vom Bauträger Universum Treubau-Wohnungs-GmbH mit der Entwurfsplanung beauftragt. Das Konzept von Scharoun sah ein punktförmiges Hochhaus sowie ein weiteres, etwas niedrigeres halbkreisförmiges Hochhaus vor, die mit einem Garagentrakt verbunden waren. Das Hochhaus Romeo wurde in 18 Monaten von 1955 bis März 1957 erbaut, das Laubenganghochhaus Julia wurde 1959 fertig gestellt. In den Schaukästen vor dem Gebäude Romeo an der Schozacher Straße wurde 2010 eine kleine Ausstellung zur Geschichte der Gebäude eingerichtet.
Weitere Bauvorhaben Scharouns im Großraum Stuttgart waren das Wohnhochhaus Salute im Stadtteil Fasanenhof sowie in der Stadt Böblingen das Orplid-Hochhaus und sechs Wohnhochhäuser im Wohngebiet Rauher Kapf.

## Baubeschreibung
Das Punkthochhaus Romeo mit 19 Geschossen wurde in Stahlbetonbauweise errichtet. Bedingt durch den Verzicht auf rechte Winkel des Gebäudes und bei der Fassadengestaltung mit den Balkonen wirkt das Gebäude asymmetrisch. Die Wohnungsgrößen der Ein- bis Vierzimmerwohnungen variieren zwischen 38 und 90 Quadratmetern. Im Dachgeschoss befinden sich vier Atelierwohnungen mit Dachterrassen, von denen eine Hans Scharoun als Zweitwohnsitz nutzte. Im Erdgeschoss befinden sich mehrere Ladengeschäfte. Der Garagenanbau ist über einen Zugang erreichbar. Das Laubenganghochhaus Julia mit einem halbkreisförmigen Grundriss wurde abgestuft mit elf, acht und fünf Geschossen erbaut. Auch hier wurde von Scharoun eine asymmetrische Fassadengestaltung gewählt und auf den Dächern befinden sich Atelierwohnungen. Die Drei- und Vierzimmerwohnungen verfügen über einen Grundriss von 72 bis 86 Quadratmetern. In Teilen noch erhalten ist das Farbkonzept für die Fassaden vom Künstler Manfred Pahl. Obwohl die Bemalung bei Sanierungen in den 1980er-Jahren verändert wurde, unterstreichen noch heute die Farbtöne Ocker, Grün, Rot, Blau und Violett die Architektur der Gebäude. Teile der Fassaden sind in Sichtbeton gehalten, der Blick und Windschutz der Balkone wie auch die Dachabdeckungen der Atelierwohnungen besteht aus Aluminium.